# Żona fil-Baħar fl-Inħawi tad-Dwejra (Għawdex)
Żona fil-Baħar fl-Inħawi tad-Dwejra (Għawdex) este o arie protejată (sit de importanță comunitară — SCI) din Malta întinsă pe o suprafață de 228,6 ha, integral marine.

## Localizare
Centrul sitului Żona fil-Baħar fl-Inħawi tad-Dwejra (Għawdex) este situat la coordonatele 36°03′09″N 14°11′12″E / 36.0525°N 14.1868°E.

## Înființare
Situl Żona fil-Baħar fl-Inħawi tad-Dwejra (Għawdex) a fost declarat sit de importanță comunitară în august 2010 pentru a proteja un număr necunoscut de specii din flora spontană și fauna sălbatică aflate în arealul zonei.

## Biodiversitate
Situată în ecoregiunea marină mediteraneană, aria protejată conține 3 habitate naturale: Straturi cu Posidonia (Posidonion oceanicae), Recifuri, Peșteri marine scufundate complet sau parțial.
La baza desemnării sitului se află un număr nedeclarat de specii protejate.